# 說方言
說方言（Speaking in tongues），天主教翻譯為舌音，是指流暢地說類似話語般的聲音，但發出的聲音一般無法被人們理解。與失語症不同，說方言是暫時性的精神狀態，而不是一種長期的生理疾病。說方言通常是宗教活動的一部份，特別是印度教和基督新教的五旬宗。

## “說方言”的宗教意義
今日基督教各個教派對與說方言大約可以區分為數個觀點，近年較有名的五旬宗認為說方言是受靈洗的最初證據，持這種觀點的教派都被歸類為五旬節系統，強調說方言對於得救的重要性，禱告說方言是對神說，而不是對人說。另也有部份派系認為說方言不過是聖靈的恩賜之一，並不是所有的基督徒都會得到這項特殊的恩賜。而傳統福音派則引用聖經指方言、預言等會隨時間或沒有需要而終止，而且在聖經教導中說方言與得救與否是沒有任何關係。
聖經學者羅伯茲將「說方言」分成兩種，一種是「方言的恩賜（The Gift of Tongues），另一種則是「聖靈的禱告語言」（The Prayer Language of the Spirit）。兩者對於說方言的原則有其雷同之處，也就是聖靈透過禱告者意願上想對神說話但心智上卻不能夠時，加以代求。從這個觀點來看，「聖靈的禱告語言」是為私人目的而給予每一位信徒，而「方言的恩賜」則是給某些基督徒做為公開使用的目的，羅伯茲也強調說方言能夠為基督徒帶來深入的屬靈生活，因為說方言可以強化信徒的靈命，也可使基督徒得以更深入了解如何服事他們的神；羅伯茲認為方言能夠幫助禱告者在對神說話時進入更深層的境界，而此能對生活帶來奇妙的作為。

### 方言與語言
「說方言」是類似流利地發出一些難以明瞭的聲音，不像一般以言語溝通的程序。這樣，方言就不是一種語言。至於基督徒所說的方言，聖經中的保羅指出：「那說方言的，原不是對人說，乃是對神說，因為沒有人聽出來。然而，他在心靈裏卻是講說各樣的奧祕。」 由於說方言時所發出的聲音不是一種可以有太多人瞭解的語言，因此需要加以翻譯，“若沒有人翻，就當在會中閉口，只對自己和神説就是了“（林前14:28）。說方言的基督徒相信這與五旬節聖靈降臨的事件後，門徒以各種方言見證上帝的情況不同。根據《使徒行傳》二章8節和11節，那些在耶路撒冷聚集的人都明白眾使徒的話，因為使徒是以聽眾的鄉談述說福音。當時，他們並不需要任何傳譯。

### 方言的爭議
方言既為聖靈充滿的象徵，為何根據聖經完全被聖靈長期充滿的耶穌則從沒證據說過一次方言？而聖經有清楚解釋說方言應有的方式，聖經很多說方言的情境都與當代靈恩派教會現象十分不同，例如「若有說方言的，只好兩個人，至多三個人，且要輪流著說，也要一個人翻出來（dierme-neuo）。若沒有人翻，就當在會中閉口。」（林前14:27），現時卻沒有任何靈恩派能把別人的方言翻出來或解釋出來，而且也是一群信徒一起說，不是輪流的說。說方言這現象除了基督教之外，印度教與靈山派也有非常類近的現象。

### 對信徒的意義
相信或者可以說這種方言的人認為可以說方言有奇特的作用，他們引用保羅在哥林多前書14章2節的話，說方言主要是用於私下靜修的操練上，目的是為了個人得著造就。由於「那說方言的，原不是對人說，乃是對神說，因為沒有人聽出來」，所以從中所得著的益處也是個人的。
說方言的基督徒相信「說方言的，是造就自己」（林前14:4）。說方言作為一種個人私下敬拜上帝的方法，是對自己和對上帝說的（林前14:28）。使徒保羅在所有的書信中，只一次提及自己曾在「密室裏」說方言，他是為了勉勵哥林多的信徒，才被迫提及這事（林前14:18）。他顯然認為私下說方言應謹慎而行，而不看作是一件可以誇耀或者代表聖靈充滿，作為屬靈標記的事情。因為聖經中大部份確實被聖靈充滿的人物，都沒有說方言的任何證據。

### 圣经提及的说方言
圣经在使徒行传第2章记载，在公元33年五旬节，12位基督的门徒获得圣灵的恩赐，立即可以说方言。

1 五旬节那一天，他们所有人都聚在一处，2 突然有响声从天上传来，像刮烈风的响声，充满了他们所坐的整个房子。3 他们又看见火一样的舌头，分别停在各人的头上。4 各人就充满圣灵，照着圣灵赐给他们的话，说起不同的外语来。
5 当时住在耶路撒冷的，有天下各国虔诚的犹太人。6 响声一传出去，群众就聚集起来。人人听见门徒用听众本乡的语言说话，就莫名其妙，7 又惊讶又诧异，说：“你们看，这些说话的不都是加利利人吗？8 我们各人怎么听见他们说我们生来所用的语言呢？9 我们有帕提亚人、米底亚人、埃兰人，又有美索不达米亚、犹地亚、卡帕多西亚、本都、亚细亚行省、10 弗里吉亚、潘菲利亚、埃及和昔兰尼附近利比亚一带的居民，还有从罗马来旅居的人，犹太人和归信的人，11 克里特人和阿拉伯人。我们竟然听见他们用我们的语言，传讲上帝威严伟大的事。”12 大家都惊讶迷惘，彼此说：“这是怎么回事？”13 另有些人却嗤笑门徒说：“他们喝醉了甜酒吧。”

这里记载的方言是分布在当时罗马帝国不同地区的人所说的自然语言。这一能力帮助早期基督徒快速的扩展，在不同语言地区传道。圣经没有暗示过，所谓的方言是一种特殊的语言。
使徒保罗在哥林多前书14章提到圣灵在公元1世纪在早期基督徒会众中产生的影响。在这一章开头保罗指出：

1 你们要追求爱，可是也要热心追求属灵的恩赐，尤其是说预言的恩赐。2 说外语的，不是对人说话，而是对上帝说话，因为没有人听得懂，而且他所说的，是凭着圣灵说的神圣秘密。3 说预言的，却是用言词强化人，鼓励人，安慰人。4 说外语的是强化自己，说预言的却是强化会众。5 我希望你们人人都说外语，不过更希望你们能说预言。除非人说的外语能翻译出来强化会众，不然就远不如人说预言了。6 弟兄们，如果我现在到你们那里去只说外语，却不把启示、知识、预言、教诲告诉你们，对你们有什么益处呢？

从第5节可以看出，方言若能被翻译出来的话其恩赐才比说预言的恩赐来得重要。由此可见当时的人所说的外语是可以翻译的，也是可以被理解的。这与现今一些人声称的说方言不相同。
圣经也提及，这种恩赐不是永远有的。在同一封写给哥林多人的信中，保罗提到，只有爱是永恒的，说方言和预言的恩赐会终止。

## 方言禱告的歷史發展
根據過往聖經學者剖析基督教的歷史性文獻，發現在中世紀的教會史文獻中，很少著作曾提到「說方言」的這項宗教行為。後來屬於靈恩派的學者推敲、歸納出三種原因作為解釋，其一是教會文獻的作者似向在著作中用「說預言」來代替「說方言」；其二是在早期基督教發展過程中屢受迫害，教會的崇拜在異教徒眼中被批評為不理性、行為偏差，因而早期教父不得不儘量少在文章中提及說方言的事，低調行事的結果，最後使得文獻中很少記載說方言的資料。
而傳統福音派則認為，過往教會都沒有任何說方言的文獻，正好證明說方言是與基督徒無關重要的，因為如果說方言如此重要，定必於教會文獻或神學文獻中被提及，而事實是方言已經停止超過最少1600年以上，今天的方言也如聖經提及過往的方言不太相同。
到了十九世紀末的1886年，當時在美國田納西州，北卡羅萊納州與喬治亞州的山區裡，有一小群脫離浸信會的基督徒們持續的聚會禱告，在持續將近十年的不斷禱告後，他們在禱告中說出方言，這群人後來成為五旬節教派中最早的一支，稱為「神的教會」（Church of God）。1890年時，他們所成立的伯特利聖經學校中的學生開始討論說「受聖靈的浸以後，在聖經中可以找到什麼證據？」最後他們得到無異議的結論是：「得聖靈必須透過以說方言作為憑據」，這項結論後來也成為五旬節教派與其他傳統主流教會的基本差異。在該年的12月，聖經學校的成員彼此按手禱告，而後一個個說出方言來。

### 現況
“说方言”的人大部分為靈恩派及五旬節派的教會，例如：真耶穌教會、五旬节会、靈糧堂等；少數來自其他教派的基督徒也會說方言，但那是個人行為，並不是教會官方的教義。
現時有不少靈恩派的教會認為說方言能使他們得着釋放，甚至能說方言禱告一小時以上也不感到疲倦。但有其他教會反對這種「追求方言」的做法。有人認為說方言的人未必是真的說方言，而只是隨口說一些話出來；亦有曾親身參與方言禱告的其他宗派教徒，表示在禱告中聽到其他會說方言的教友以英語、希伯來語等其他語言說讚美的話，而不是天上的言語。
即使在靈恩派裡面，對「方言」的存在亦有不同的說法。有人認為這些「方言」是讚美上帝的話，一般人在未經會「譒方言」的人作翻譯之前，不應該會聽得明白。但亦有宗派認為，方言應該是其他人能夠聽得明白的語言，否則就沒有存在的必要。事實上，亦有非靈恩派的傳道人在宗教出版物上分享自己在海外的華人教會宣道，在不會當地華人社群所用的地方語言的情況下，憑著向上主禱告而暫時得到說方言的能力而向他們講道。這種說方言的方式都與一般靈恩派所追求的「說方言能力」有所不同。

## 科學研究
神經生物學研究發現說方言時，大腦前額葉皮質降低活動、邊緣系統增加活動。一般來說，前額葉皮質掌管理性和同理心，邊緣系統掌管恐懼、憤怒和排外，並且會產生感覺良好的正回饋。